# الكريدية (الباب)
الكريدية  قرية سوريّة تتبع إداريّاً لمحافظة حلب منطقة الباب ناحية عريمة، بلغ تعداد سكانها 1,037 نسمة حسب التعداد السكاني لعام 2004.